# Liste des députés de la XIe législature du Parlement de Catalogne
Les députés de la XIe législature du Parlement de Catalogne sont les 135 députés de la XIe législature du Parlement de Catalogne élus lors des élections au Parlement de Catalogne de 2015. Leur mandat commence le 26 octobre 2015.

## Liste des députés
- Haut – A
- B
- C
- D
- E
- F
- G
- H
- I
- J
- K
- L
- M
- N
- O
- P
- Q
- R
- S
- T
- U
- V
- W
- X
- Y
- Z

| Nom                                | Liste | Liste                              | Circonscription | Notes |
| ---------------------------------- | ----- | ---------------------------------- | --------------- | --- |
| Jéssica Albiach Satorres           |       | Catalunya Sí que es Pot            | Barcelone       | |
| Matías Alonso Ruiz                 |       | Ciutadans                          | Tarragone       | |
| Oriol Amat i Salas                 |       | Junts pel Sí                       | Barcelone       | |
| Oriol Amorós i March               |       | Junts pel Sí                       | Barcelone       | Jusqu'au 4 février 2016 ; remplacé le 16 février 2016 par Assumpció Laïlla i Jou                                   |
| Pere Aragonès i Garcia             |       | Junts pel Sí                       | Barcelone       | Jusqu'au 21 janvier 2016 ; remplacé le 28 janvier 2016 par Maria Rosell i Medall                                   |
| Inés Arrimadas García              |       | Ciutadans                          | Barcelone       | |
| Antoni Balasch i Parisi            |       | Junts pel Sí                       | Lleida          | |
| Gerard Bargalló Boivin             |       | Catalunya Sí que es Pot            | Tarragone       | Démissionne le 30 octobre 2015, remplacé le 6 novembre 2015 par Hortènsia Grau Juan                                |
| Ramona Barrufet i Santacana        |       | Junts pel Sí                       | Lleida          | Quatrième secrétaire                                                                                               |
| Dolors Bassa i Coll                |       | Junts pel Sí                       | Gérone          | |
| Albert Batalla i Siscart           |       | Junts pel Sí                       | Lleida          | |
| Albert Batet i Canadell            |       | Junts pel Sí                       | Tarragone       | |
| Antonio Baños Boncompain           |       | Candidature d'unité populaire      | Barcelone       | Démissionne le 12 janvier 2016 ; remplacé le 16 février 2016 par Pilar Castillejo i Medina                         |
| Germà Bel Queralt                  |       | Junts pel Sí                       | Tarragone       | |
| Susana Beltrán García              |       | Ciutadans                          | Barcelone       | |
| David Bonvehí i Torras             |       | Junts pel Sí                       | Barcelone       | |
| Albert Botran i Pahissa            |       | Candidature d'unité populaire      | Barcelone       | |
| Marina Bravo Sobrino               |       | Ciutadans                          | Barcelone       | |
| Rafel Bruguera Batalla             |       | Parti des socialistes de Catalogne | Gérone          | |
| Josep Manel Busqueta i Franco      |       | Candidature d'unité populaire      | Barcelone       | Démissionne le 12 janvier 2016 ; remplacé le 19 janvier 2016 par Joan Garriga Quadres                              |
| Montserrat Candini i Puig          |       | Junts pel Sí                       | Barcelone       | |
| Carlos Carrizosa Torres            |       | Ciutadans                          | Barcelone       | |
| Muriel Casals i Couturier          |       | Junts pel Sí                       | Barcelone       | Morte en fonction le 14 février 2016 ; remplacée le 24 février 2016 par Adriana Delgado i Herreros                 |
| Joan Ramon Casals i Mata           |       | Junts pel Sí                       | Barcelone       | |
| Magda Casamitjana i Aguilà         |       | Junts pel Sí                       | Barcelone       | |
| Jean Castel Sucarrat               |       | Ciutadans                          | Gérone          | |
| Antoni Castellà i Clavé            |       | Junts pel Sí                       | Barcelone       | |
| Carmina Castellví i Vallverdú      |       | Junts pel Sí                       | Lleida          | |
| Carles Castillo Rosique            |       | Parti des socialistes de Catalogne | Tarragone       | |
| Anna Caula i Paretas               |       | Junts pel Sí                       | Gérone          | |
| Violant Cervera i Gòdia            |       | Junts pel Sí                       | Lleida          | |
| Ferran Civit i Martí               |       | Junts pel Sí                       | Tarragone       | |
| Antoni Comín i Oliveres            |       | Junts pel Sí                       | Barcelone       | |
| Lluís Corominas i Díaz             |       | Junts pel Sí                       | Barcelone       | Premier vice-président                                                                                             |
| Joan Coscubiela Conesa             |       | Catalunya Sí que es Pot            | Barcelone       | |
| Jordi Cuminal i Roquet             |       | Junts pel Sí                       | Barcelone       | |
| Julià de Jòdar i Muñoz             |       | Candidature d'unité populaire      | Barcelone       | Démissionne le 11 janvier 2016 ; remplacé le 19 janvier 2016 par Mireia Vehí i Cantenys                            |
| Noemí de la Calle Sifré            |       | Ciutadans                          | Barcelone       | |
| Fernando de Páramo Gómez           |       | Ciutadans                          | Barcelone       | |
| Carmen de Rivera i Pla             |       | Ciutadans                          | Barcelone       | |
| Francisco Javier Domínguez Serrano |       | Ciutadans                          | Tarragone       | |
| Chakir el Homrani Lesfar           |       | Junts pel Sí                       | Barcelone       | |
| Assumpta Escarp Gibert             |       | Parti des socialistes de Catalogne | Barcelone       | |
| José María Espejo-Saavedra Conesa  |       | Ciutadans                          | Barcelone       | Deuxième vice-président                                                                                            |
| Antonio Espinosa Cerrato           |       | Ciutadans                          | Barcelone       | |
| Albano Dante Fachin Pozzi          |       | Catalunya Sí que es Pot            | Barcelone       | |
| Alejandro Fernández Álvarez        |       | Parti populaire catalan            | Tarragone       | |
| Anna Figueras i Ibàñez             |       | Junts pel Sí                       | Barcelone       | |
| Natàlia Figueras i Pagès           |       | Junts pel Sí                       | Gérone          | |
| Carme Forcadell i Lluís            |       | Junts pel Sí                       | Barcelone       | Présidente du Parlement                                                                                            |
| Josep Maria Forné i Febrer         |       | Junts pel Sí                       | Lleida          | |
| Montserrat Fornells i Solé         |       | Junts pel Sí                       | Lleida          | |
| Josep Lluís Franco Rabell          |       | Catalunya Sí que es Pot            | Barcelone       | |
| Anna Gabriel i Sabaté              |       | Candidature d'unité populaire      | Barcelone       | |
| Jesús Galiano Gutierrez            |       | Ciutadans                          | Barcelone       | Jusqu'au 15 mars 2016 ; remplacé le 22 mars 2016 par María Francisca Valle Fuentes                                 |
| Antonio Gallego Burgos             |       | Parti populaire catalan            | Barcelone       | Démissionne le 26 octobre 2015, remplacé le 6 novembre 2015 par Fernando Sánchez Costa                             |
| Xavier García Albiol               |       | Parti populaire catalan            | Barcelone       | |
| María José García Cuevas           |       | Parti populaire catalan            | Barcelone       | |
| Esperanza García González          |       | Parti populaire catalan            | Barcelone       | |
| Joan García González               |       | Ciutadans                          | Barcelone       | |
| Pol Gibert Horcas                  |       | Parti des socialistes de Catalogne | Barcelone       | |
| Joan Giner Miguélez                |       | Catalunya Sí que es Pot            | Barcelone       | |
| Gerard Gómez del Moral i Fuster    |       | Junts pel Sí                       | Barcelone       | |
| Germà Gordó i Aubarell             |       | Junts pel Sí                       | Barcelone       | |
| Eva Granados                       |       | Parti des socialistes de Catalogne | Barcelone       | |
| Lluís Guinó i Subirós              |       | Junts pel Sí                       | Gérone          | |
| Fran Hervías Chirosa               |       | Ciutadans                          | Barcelone       | Démissionne le 11 janvier 2016 ; remplacé le 15 janvier 2016 par Martín Eusebio Barra López                        |
| Rosa Maria Ibarra Ollé             |       | Parti des socialistes de Catalogne | Tarragone       | |
| Miquel Iceta i Llorens             |       | Parti des socialistes de Catalogne | Barcelone       | |
| Oriol Junqueras i Vies             |       | Junts pel Sí                       | Barcelone       | |
| Andrea Levy Soler                  |       | Parti populaire catalan            | Barcelone       | |
| Gemma Lienas Massot                |       | Catalunya Sí que es Pot            | Barcelone       | |
| Lluís Llach i Grande               |       | Junts pel Sí                       | Gérone          | |
| Neus Lloveras i Massana            |       | Junts pel Sí                       | Barcelone       | |
| Àngels Martínez Castells           |       | Catalunya Sí que es Pot            | Barcelone       | |
| Eva Martínez Morales               |       | Parti des socialistes de Catalogne | Barcelone       | |
| Artur Mas i Gavarró                |       | Junts pel Sí                       | Barcelone       | Démissionne le 13 janvier 2016 ; remplacé le 20 janvier 2016 par Fabian Mohedano i Morales                         |
| David Mejía Ayra                   |       | Ciutadans                          | Barcelone       | |
| Juan Milián Querol                 |       | Parti populaire catalan            | Barcelone       | |
| Josep Enric Millo i Rocher         |       | Parti populaire catalan            | Gérone          | Nommé délégué du gouvernement, il démissionne le 18 novembre 2016. Il est remplacé par Sergio Santamaría Santigosa |
| Raúl Moreno Montaña                |       | Parti des socialistes de Catalogne | Barcelone       | |
| Marta Moreta Rovira                |       | Parti des socialistes de Catalogne | Barcelone       | |
| Jordi Munell i Garcia              |       | Junts pel Sí                       | Gérone          | |
| Neus Munté i Fernàndez             |       | Junts pel Sí                       | Barcelone       | Démissionne le 17 janvier 2017 ; remplacée le 24 janvier 2017 par Àngels Ponsa i Roca                              |
| Esther Niubó Cidoncha              |       | Parti des socialistes de Catalogne | Barcelone       | |
| Joan Josep Nuet i Pujals           |       | Catalunya Sí que es Pot            | Barcelone       | Troisième secrétaire                                                                                               |
| Òscar Ordeig i Molist              |       | Parti des socialistes de Catalogne | Lleida          | |
| Jordi Orobitg i Solé               |       | Junts pel Sí                       | Gérone          | |
| Montserrat Palau Vergés            |       | Junts pel Sí                       | Tarragone       | |
| Marta Pascal i Capdevila           |       | Junts pel Sí                       | Barcelone       | |
| Ferran Pedret i Santos             |       | Parti des socialistes de Catalogne | Barcelone       | |
| David Pérez Ibáñez                 |       | Parti des socialistes de Catalogne | Barcelone       | Deuxième secrétaire                                                                                                |
| Carles Puigdemont i Casamajó       |       | Junts pel Sí                       | Gérone          | Président de la Généralité de Catalogne                                                                            |
| Eulàlia Reguant i Cura             |       | Candidature d'unité populaire      | Barcelone       | |
| Eduardo Reyes i Pino               |       | Junts pel Sí                       | Barcelone       | |
| Marta Ribas Frías                  |       | Catalunya Sí que es Pot            | Barcelone       | |
| Irene Rigau i Oliver               |       | Junts pel Sí                       | Barcelone       | |
| Javier Rivas Escamilla             |       | Ciutadans                          | Lleida          | |
| David Rodríguez i González         |       | Junts pel Sí                       | Lleida          | |
| Santi Rodríguez i Serra            |       | Parti populaire catalan            | Barcelone       | |
| Meritxell Roigé i Pedrola          |       | Junts pel Sí                       | Tarragone       | |
| Lorena Roldán Suárez               |       | Ciutadans                          | Tarragone       | |
| Alícia Romero Llano                |       | Parti des socialistes de Catalogne | Barcelone       | |
| Raül Romeva i Rueda                |       | Junts pel Sí                       | Barcelone       | |
| Marta Rovira i Vergés              |       | Junts pel Sí                       | Barcelone       | |
| Maria Dolors Rovirola i Coromí     |       | Junts pel Sí                       | Gérone          | |
| Josep Rull i Andreu                |       | Junts pel Sí                       | Barcelone       | |
| Sergi Sabrià i Benito              |       | Junts pel Sí                       | Gérone          | |
| Sergi Saladié Gil                  |       | Candidature d'unité populaire      | Tarragone       | |
| Benet Salellas i Vilar             |       | Candidature d'unité populaire      | Gérone          | |
| Josep Lluís Salvadó i Tenesa       |       | Junts pel Sí                       | Tarragone       | Jusqu'au 21 janvier 2016 ; remplacé le 2 février 2016 par Carles Prats i Cot                                       |
| Alfonso Sánchez Fisac              |       | Ciutadans                          | Gérone          | |
| Carlos Sánchez Martín              |       | Ciutadans                          | Tarragone       | |
| Marc Sanglas i Alcantarilla        |       | Junts pel Sí                       | Barcelone       | |
| Sergio Sanz Jiménez                |       | Ciutadans                          | Barcelone       | |
| Jordi-Miquel Sendra Vellvè         |       | Junts pel Sí                       | Tarragone       | |
| Maria Senserrich i Guitart         |       | Junts pel Sí                       | Barcelone       | |
| Gabriela Serra i Frediani          |       | Candidature d'unité populaire      | Barcelone       | |
| Sonia Sierra Infante               |       | Ciutadans                          | Barcelone       | |
| Anna Simó i Castelló               |       | Junts pel Sí                       | Barcelone       | Première secrétaire                                                                                                |
| Bernat Solé i Barril               |       | Junts pel Sí                       | Lleida          | |
| Jorge Soler González               |       | Ciutadans                          | Lleida          | |
| Marc Solsona i Aixalà              |       | Junts pel Sí                       | Lleida          | |
| Jordi Terrades i Santacreu         |       | Parti des socialistes de Catalogne | Barcelone       | |
| Roger Torrent i Ramió              |       | Junts pel Sí                       | Gérone          | |
| Jordi Turull i Negre               |       | Junts pel Sí                       | Barcelone       | |
| Ramon Usall i Santa                |       | Candidature d'unité populaire      | Lleida          | Démissionne le 11 janvier 2016 ; remplacé le 19 janvier 2016 par Mireia Boya e Busquet                             |
| Elisabeth Valencia Mimbrero        |       | Ciutadans                          | Barcelone       | |
| Teresa Vallverdú Albornà           |       | Junts pel Sí                       | Tarragone       | |
| Alba Vergés i Bosch                |       | Junts pel Sí                       | Barcelone       | |
| Marc Vidal i Pou                   |       | Catalunya Sí que es Pot            | Gérone          | |
| Laura Vílchez Sánchez              |       | Ciutadans                          | Barcelone       | |
| Montserrat Vilella Cuadrada        |       | Junts pel Sí                       | Tarragone       | |
| Alberto Villagrasa Gil             |       | Parti populaire catalan            | Barcelone       | |
| Marisa Xandri Pujol                |       | Parti populaire catalan            | Lleida          | |